# Dariusz Maciejewski
Dariusz Maciejewski (8 marzo 1964) è un ex cestista e allenatore di pallacanestro polacco.

## Carriera
Ha guidato la Polonia ai Campionati europei del 2011.